# Morne Scipion
Le morne Scipion est un sommet situé sur l'île de Basse-Terre en Guadeloupe. S'élevant à 356 mètres d'altitude, il se trouve sur le territoire de la commune de Deshaies.
Guy Lasserre écrit : « La lourde coupole du Dos d'Âne constitue peut-être un centre volcanique autonome auquel se rattachent les coulées du Morne Bel-Air, du Morne Bois-d'Inde et du Morne Scipion ».

## Histoire
Le morne Scipion comporte dès le XVIIIe siècle, comme en témoigne une carte des ingénieurs du roi de 1768, deux groupes de construction qui correspondent à des plantations.